# Уступленные и завоёванные провинции
Уступленные и завоёванные провинции (англ. Ceded and Conquered Provinces) — регион в Северной Индии, управлявшийся Британской Ост-Индской компанией с 1805 по 1834 годы, примерно соответствует современному индийскому штату Уттар-Прадеш. В 1834 году был преобразован в Северо-Западные провинции.

## Уступленные провинции
В 1800 году под британским управлением в этих местах находились лишь территория современной области Варанаси и форт в Праяградже. В 1801 году наваб Ауда Саадат Али за защиту от набегов Земан-шаха Дуррани с северо-запада уступил британцам области Горакхпур и Рохилкханд, округа Праяградж, Фатехпур, Канпур, Этавах, Майнпури, Этах, южную часть Миразпура, а также некоторые парганы Кумаона. Год спустя наваб Фаррукхабада уступил британцам округ Фаррукхабад.

## Завоёванные провинции
В начале второй англо-маратхской войны генерал Лейк захватил область Мератх, а затем — всю область Агра и округа вокруг Дели.
В 1816 году, в соответствии с завершившим англо-непальскую войну Сугаульским договором, британцы получили Кумаон и Дехрадун.

## Управление
Уступленные и завоёванные провинции были частью Бенгальского президентства, но большое расстояние до штаб-квартиры Президентства в Калькутте делало управление ими нелёгким делом. Чтобы исправить ситуацию, принимались различные временные меры, пока в 1831 году в этих провинциях не были учреждены отдельные фискальные и судебные органы. В 1833 году Британским парламентом было предложено выделить из Бенгальского президентства новое Президентство Агры с собственным губернатором, но этот план не был реализован. В 1835 году актом Британского парламента данный регион был преобразован в Северо-Западные провинции, возглавляемые лейтенант-губернатором. Первый лейтенант-губернатор был назначен в 1836 году, им стал Чарльз Меткалф.